# Harpswell
Harpswell ist eine Town im Cumberland County des Bundesstaates Maine in den Vereinigten Staaten. Im Jahr 2020 lebten dort 5031 Einwohner in 4249 Haushalten auf einer Fläche von 330,7 km².

## Geografie
Nach dem United States Census Bureau hat der Ort eine Gesamtfläche von 330,7 km², von denen 62,6 km² Land und 268,1 km² Wasser sind.

### Geografische Lage
Harpswell ist die südöstlichste town im Cumberland County und liegt auf einer südwestlich ausgerichteten Halbinsel in der Casco Bay des Atlantischen Ozeans. Die Halbinsel wird von weiteren parallel verlaufenden Inseln an jeder Seite eingefasst. Auf der östlichen Seite befindet sich der Hafen von Harpswell, an der westlichen Seite befindet sich die Middle Bay.

### Ausdehnung des Stadtgebiets
Die Town Harpswell erstreckt sich über mehrere Inseln, die größeren Inseln sind: Bailey Island (Bailey's Island), Birch Island, Dingley Island, Haskell Island (once called Damariscove Island), Long Island, Lower Goose Island, Orrs Island (Orr's Island), Ragged Island, Sebascodegan Island (Sebascodiggan Island), Upper Goose Island, Whaleboat Island und Yarmouth Island.

### Nachbargemeinden
Alle Entfernungen sind als Luftlinien zwischen den offiziellen Koordinaten der Orte aus der Volkszählung 2010 angegeben.
- Norden: Brunswick, 6,2 km
- Nordosten: West Bath, Sagadahoc County, 13,6 km
- Südosten: Phippsburg, Sagadahoc County, 16,2 km
- Süden: Chebeague Island, 12,2 km
- Südwesten: Yarmouth, 21,0 km
- Westen: Freeport, 14,0 km

### Stadtgliederung
Es gibt mehrere Siedlungsgebiete: Bailey Island (Bailey's Island), Basin Point, Cundys Harbor, Dyer Cove, East Harpswell, Gun Point, High Head, North Harpswell, Oak Ledge, South Harpswell und West Harpswell.

### Klima
Die mittlere Durchschnittstemperatur in Harpswell liegt zwischen −6,1 °C (21° Fahrenheit) im Januar und 20,6 °C (69° Fahrenheit) im Juli. Damit ist der Ort gegenüber dem langjährigen Mittel der USA um etwa 9 Grad kühler. Die Schneefälle zwischen Oktober und Mai liegen mit bis zu zweieinhalb Metern mehr als doppelt so hoch wie die mittlere Schneehöhe in den USA; die tägliche Sonnenscheindauer liegt am unteren Rand des Wertespektrums der USA.

## Geschichte
Ursprünglich war das Gebiet durch Indianer vom Stamm der Abenaki besiedelt. Ihr Name für dieses Gebiet lautete Merriconeag und ihr Name für Great Island lautete Erascohegan bzw. Sebascodiggin. Im Jahr 1869 kaufte Nicholas Shapleigh die Insel von den Abenaki. Da dennoch Angriffe durch die Abenaki stattfanden, konnte eine Besiedlung erst nach dem Ende des Dummers Krieg erfolgen. Ursprünglich gehörte Harpswell zur town North Yarmouth, wurde sie durch den Massachusetts General Court im Jahr 1758 gegründet und nach Harpswell in Lincolnshire benannt wurde. Zu den Wirtschaftszweigen Harpswell gehören die Landwirtschaft, Schiffbau, vor allem jedoch der Fischfang. Auch ist Harpswell beliebt bei Künstlern und Touristen.
Harriet Beecher Stowe verbrachte viele Monate im Sommer auf den Inseln von Harpswell. Die mittlere machte sie zur Szenerie ihrer Geschichte The Pearl of Orr’s Island.

### Einwohnerentwicklung
| Volkszählungsergebnisse - Town of Harpswell, Maine | Volkszählungsergebnisse - Town of Harpswell, Maine | Volkszählungsergebnisse - Town of Harpswell, Maine | Volkszählungsergebnisse - Town of Harpswell, Maine | Volkszählungsergebnisse - Town of Harpswell, Maine | Volkszählungsergebnisse - Town of Harpswell, Maine | Volkszählungsergebnisse - Town of Harpswell, Maine | Volkszählungsergebnisse - Town of Harpswell, Maine | Volkszählungsergebnisse - Town of Harpswell, Maine | Volkszählungsergebnisse - Town of Harpswell, Maine | Volkszählungsergebnisse - Town of Harpswell, Maine |
| Jahr                                               | 1700                                               | 1710                                               | 1720                                               | 1730                                               | 1740                                               | 1750                                               | 1760                                               | 1770                                               | 1780                                               | 1790                                               |
| -------------------------------------------------- | -------------------------------------------------- | -------------------------------------------------- | -------------------------------------------------- | -------------------------------------------------- | -------------------------------------------------- | -------------------------------------------------- | -------------------------------------------------- | -------------------------------------------------- | -------------------------------------------------- | -------------------------------------------------- |
| Einwohner                                          |                                                    |                                                    |                                                    |                                                    |                                                    |                                                    |                                                    |                                                    |                                                    | 1071                                               |
| Jahr                                               | 1800                                               | 1810                                               | 1820                                               | 1830                                               | 1840                                               | 1850                                               | 1860                                               | 1870                                               | 1880                                               | 1890                                               |
| Einwohner                                          | 1049                                               | 1190                                               | 1253                                               | 1352                                               | 1448                                               | 1534                                               | 1603                                               | 1749                                               | 1773                                               | 1766                                               |
| Jahr                                               | 1900                                               | 1910                                               | 1920                                               | 1930                                               | 1940                                               | 1950                                               | 1960                                               | 1970                                               | 1980                                               | 1990                                               |
| Einwohner                                          | 1750                                               | 1650                                               | 1242                                               | 1364                                               | 1305                                               | 1644                                               | 2032                                               | 2552                                               | 3796                                               | 5012                                               |
| Jahr                                               | 2000                                               | 2010                                               | 2020                                               | 2030                                               | 2040                                               | 2050                                               | 2060                                               | 2070                                               | 2080                                               | 2090                                               |
| Einwohner                                          | 5239                                               | 4740                                               | 5031                                               |                                                    |                                                    |                                                    |                                                    |                                                    |                                                    |                                                    |

## Kultur und Sehenswürdigkeiten

### Bauwerke

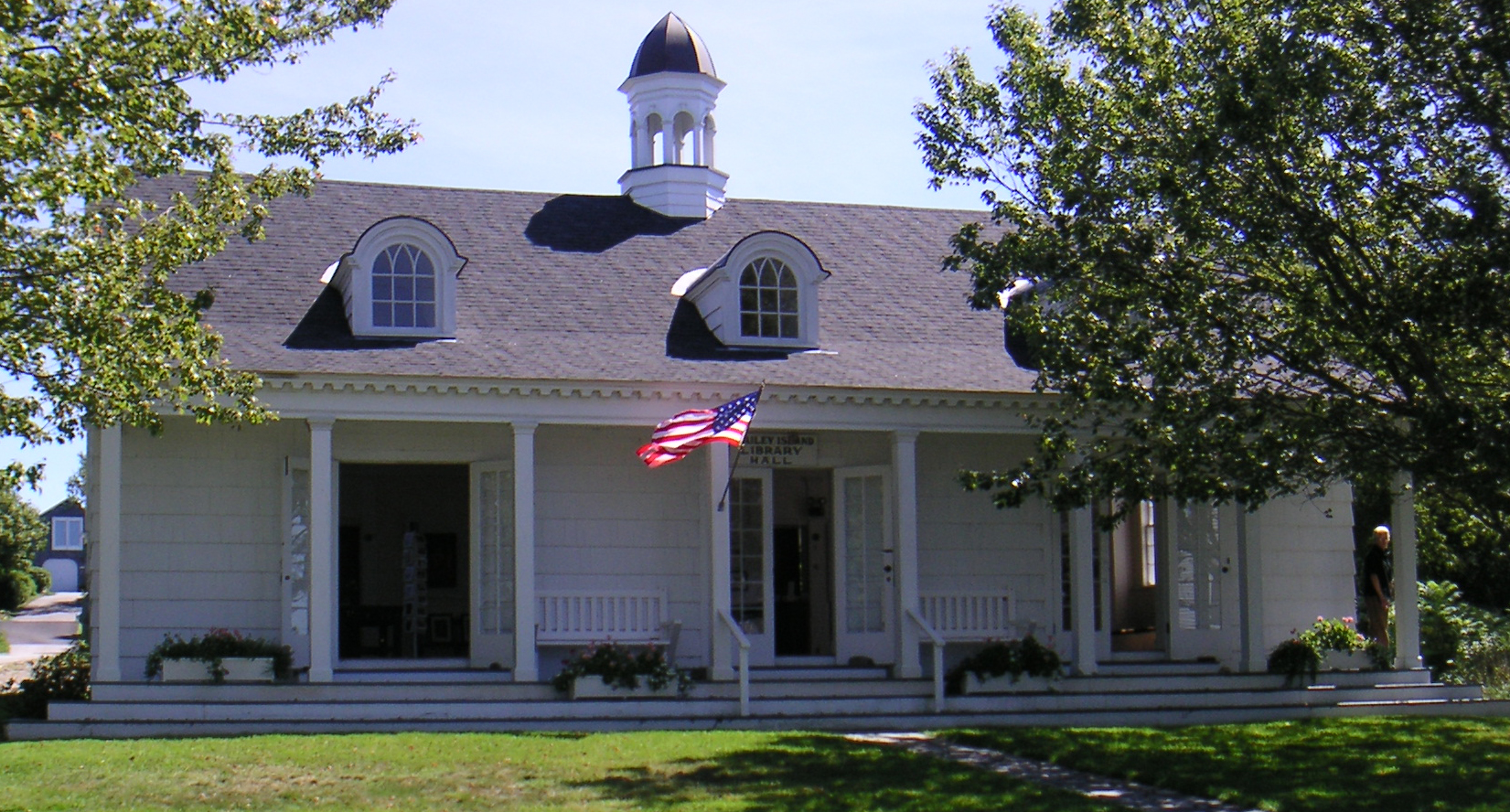
Library Hall Bailey Island

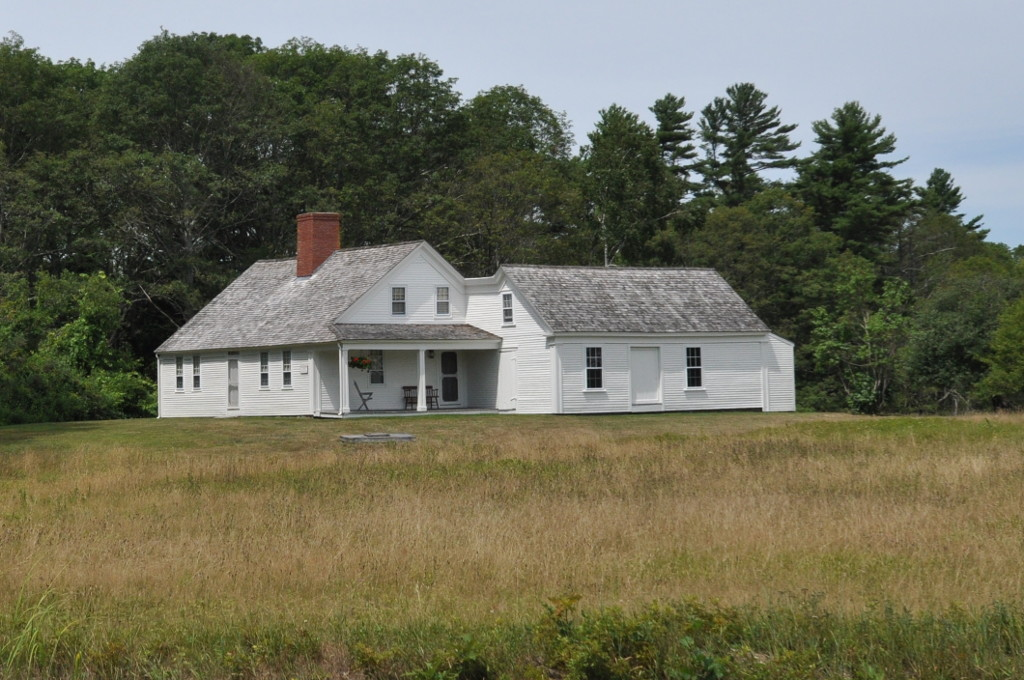
Tarr Eaton House

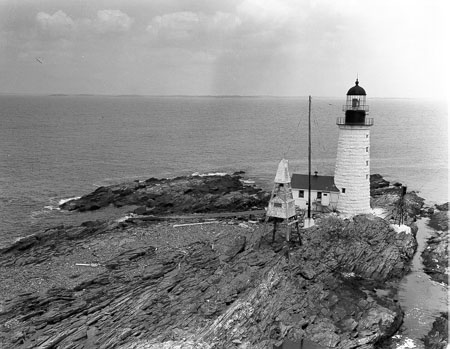
Halfway Rock Light

Ein Distrikt und mehrere Bauwerke stehen unter Denkmalschutz und wurden ins National Register of Historic Places aufgenommen.
als Distrikt
- Auburn-Harpswell Association Historic District, aufgenommen 1985, Register-Nr. 85000615

weitere Bauwerke
- Bailey Island Cobwork Bridge, aufgenommen 1975, Register-Nr. 75000093
- Pennell Institute, aufgenommen 1982, Register-Nr. 82000750
- Bailey Island Library Hall, aufgenommen 2008, Register-Nr. 08001253
- Deacon Andrew Dunning House, aufgenommen 1999, Register-Nr. 99001188
- Eagle Island, aufgenommen 1971, Register-Nr. 71000069
- East Harpswell Free Will Baptist Church, aufgenommen 1988, Register-Nr. 88000150
- Halfway Rock Light Station, aufgenommen 1988, Register-Nr. 08001253
- Harpswell Meetinghouse, aufgenommen 1968, Register-Nr. 68000014
- Elijah Kellogg Church, aufgenommen 1979, Register-Nr. 79000140
- Elijah Kellogg House, aufgenommen 1975, Register-Nr. 75000096
- Little Mark Island Monument, aufgenommen 2016, Register-Nr. 16000338
- Merriconegan Farm, aufgenommen 1979, Register-Nr. 79000269
- Union Church, aufgenommen 1988, Register-Nr. 88000889
- Union Hotel, aufgenommen 1985, Register-Nr. 85002179
- Tarr-Eaton House, aufgenommen 2001, Register-Nr. 01001416

## Wirtschaft und Infrastruktur

### Verkehr
Die Maine State Route 10 verläuft über Sebascodegan Island und die Maine State Route 123 über Harpswell.

### Öffentliche Einrichtungen
In Harpswell gibt es keine medizinische Einrichtungen. Krankenhäuser finden sich in Brunswick, Freeport und Bath.
Harpswell besitzt zwei öffentliche Bibliotheken. Die Cundy’s Harbor Library befindet sich auf Sebascodegan Island in Harpswell und die Orr’s Island Library liegt auf Orr Island in Harpswell.

### Bildung
Harpswell gehört mit Bowdoin, Bowdoinham und Topsham zum Maine School Administrative District 75.
Im Schulbezirk werden folgende Schulen angeboten:
- Bowdoin Central School in Bowdoin (Kindergarten bis 5. Schuljahr)
- Bowdoinham Community School in Bowdoinham (Kindergarten bis 5. Schuljahr)
- Harpswell Community School in Harpswell (Kindergarten bis 5. Schuljahr)
- Williams-Cone Elementary School in Topsham (Kindergarten bis 5. Schuljahr)
- Woodside Elementary School in Topsham (Kindergarten bis 5. Schuljahr)
- Mt. Ararat Middle School in Topsham (6. bis 8. Schuljahr)
- Mt. Ararat High School in Topsham (9. bis 12. Schuljahr)
- Region 10 Technical High School in Brunswick

## Persönlichkeiten

### Persönlichkeiten, die vor Ort gewirkt haben
- Stephen Etnier (1903–1984), Maler
- Elijah Kellogg (1813–1902), Kongregationalistischer-Priester
- James L. Nelson (* 1962), Autor